# The Monster Ball Tour
The Monster Ball Tour var den amerikanske musiker, Lady Gagas anden globale turné. Turnéen blev gennemført for at promovere Gagas andet album The Fame Monster (2009), men havde også sange fra debutalbummet, The Fame (2008) på sætlisten. Turnéen varede fra 2009 til 2011, og koncerterne blev spillet i arenaer og på stadions. Gaga omtalte selv showet som den første "pop electro opera" nogensinde. Turnén besøgte også København og Herning.